# Grep
Grep is de naam van een van oorsprong Unix-opdrachtregelinterfaceprogramma dat bestanden doorzoekt op het voorkomen van een gezochte reguliere expressie.
Standaard krijgt grep de reguliere expressie als argument mee en leest standaard input of een lijst van bestanden; elke regel waarbij de reguliere expressie waar is wordt geprint.
De naam is afkomstig van de vorm van een zoekopdracht in de Unix-teksteditor ed die de vorm heeft:
g/re/p
en staat voor global/regular expression/print regels waarvoor de expressie waar is. Grep kan ook worden gezien als afkorting: Global Regular Expression Parser.
Met behulp van verscheidene argumenten is het standaardgedrag van grep te wijzigen.